# Kōkyo

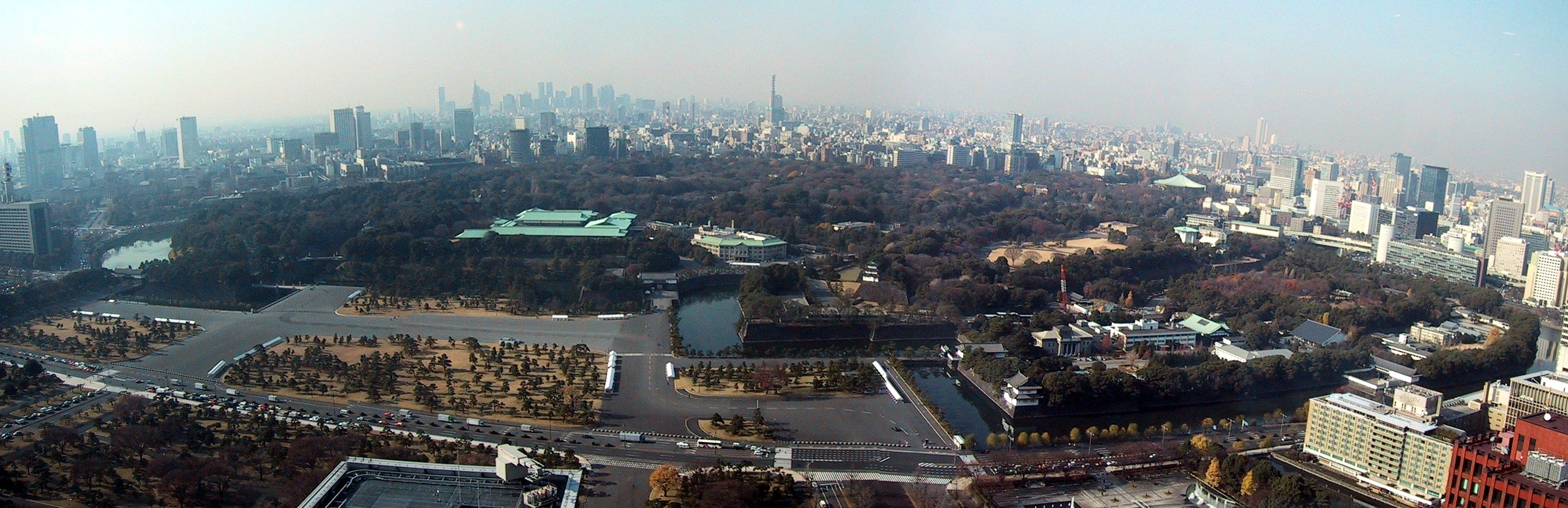
Panorama del Palacio Imperial en Tokio.

El Kōkyo (皇居 kōkyo, literalmente, "Residencia Imperial") o Palacio Imperial de Tokio es la residencia permanente del Emperador del Japón. Es un gran complejo de jardines en Chiyoda, el distrito especial 23 de Tokio, e incluye edificios como el palacio principal (宮殿 Kyūden), las residencias privadas de la familia imperial, una biblioteca, museos y oficinas administrativas.
Se construyó en el mismo lugar que el antiguo Castillo Edo. La extensión total incluyendo los jardines alcanza los 1,15 km² (150 hectáreas), actualmente el palacio está dividido en cuatro grandes sectores.

## Historia

### Castillo Edo

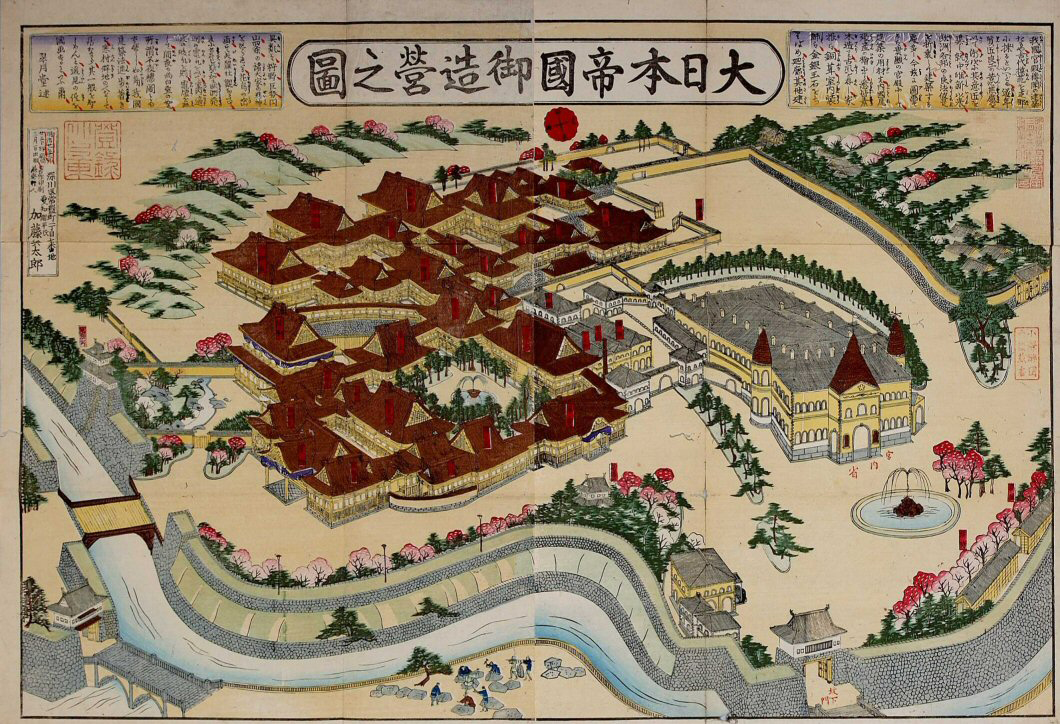
El Kyūden (宮殿) poco después de su construcción en 1888.

Tras la capitulación del shogunato en la Guerra Boshin posterior Restauración Meiji, los habitantes del castillo, incluido el Shōgun Tokugawa Yoshinobu, fueron obligados a abandonar el Castillo Edo. El 26 de noviembre de 1868, el emperador cambia su residencia en el Palacio Imperial de Kioto trasladándose al renombrado Castillo Tokei   (東京城 Tōkei-jō) por el nombre de la ciudad. Más tarde sería renombrado de nuevo a Kojo (皇城 Kōjō. Castillo Imperial)
Anteriores incendios habían destruido el área de Honmaru que contenía el antiguo donjon (que ya había sido víctima del Gran Incendio de Meireki en 1657). La noche del 5 de mayo de 1873, un fuego consumió el palacio Nishinomaru (la antigua residencia del shogun), y sobre los restos se edificó el castillo del palacio imperial (宮城 Kyūjō) en 1888.
Una fundación sin ánimo de lucro ´´Asaciación Reconstuyendo Edo-jo´´ (NPO法人 江戸城再建) fundada en 2004 con el objetivo de hacer una reconstrucción históricamente fiel de al menos el donjon principal.

### El antiguo palacio
En el periodo Meiji la mayoría de las estructuras del Castillo Edo desaparecieron. Algunas fueron derruidas para construir otras edificaciones mientras que las demás fueron destruidas por terremotos o incendios. Por ejemplo, los puentes dobles de madera (二重橋 Nijūbashi) sobre la fosa del castillo fueron substituidos por puentes de hierro y piedra. Los edificios del palacio imperial construidos en la era Meiji estaban construidos de madera y empleaban un diseño tradicional de arquitectura japonesa para la fachada mientras que el interior era una mezcla de elementos japoneses y europeos. Los tejados de las grandes estancias estaban decorados por elementos japoneses mientras que el mobiliario era de origen europeo. Los suelos estaban hechos de parqué o alfombras para las zonas públicas de la residencia y tatamis para las estancias privadas.
A finales de la era Taisho y principios de la era Showa, se añadieron más edificios de cemento como la sede del Agencia de la Casa Imperial y el Consejo Privado.
De 1888 a 1948, al complejo se le denominó Castillo Palacio (宮城 Kyūjō). La noche del 25 de mayo de 1945, la gran mayoría de estructuras del Palacio Imperial fueron destruidas en los bombardeos aliados de Tokio. Según un piloto americano llamado Richard Lineberger, el palacio imperial era el objetivo de sus misiones especiales del 29 de julio de 1945 donde fue dañado por una bomba de 900kg. Fue escenario de la discusión entre el emperador Hirohito y el consejo privado que culminó con la rendición de Japón.
Debido a la gran destrucción del palacio de la era Meiji, se tuvieron que construir nuevas residencias en la porción occidental y un nuevo sala principal del palacio (宮殿 Kyūden) en la década de los 60. Se renombró el área a Residencia Imperial (皇居 Kōkyo) en 1948, mientras que la porción oriental se renombró a Jardines Orientales (東御苑 Higashi-Gyoen) y se convirtió en un parque público en 1968.

### Imágenes del palacio antes de su destrucción en la Segunda Guerra Mundial

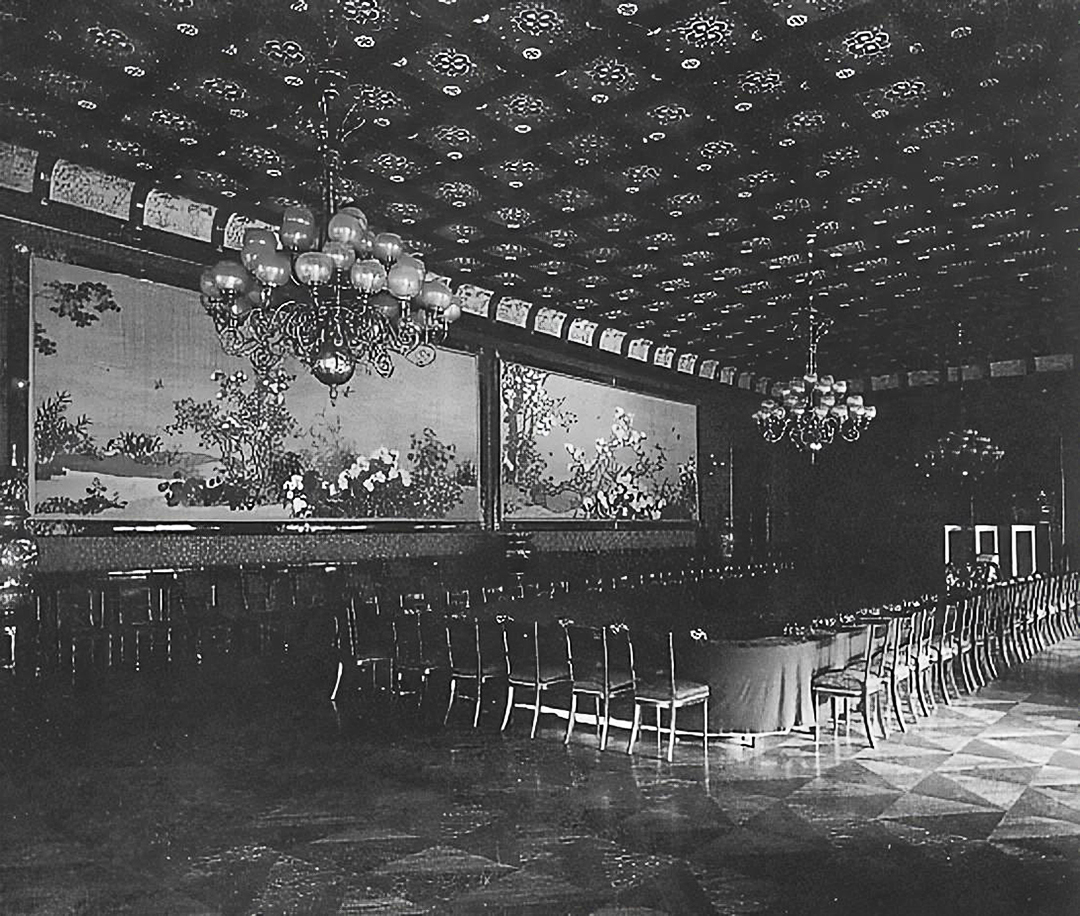
Higashidamari-no-Ma
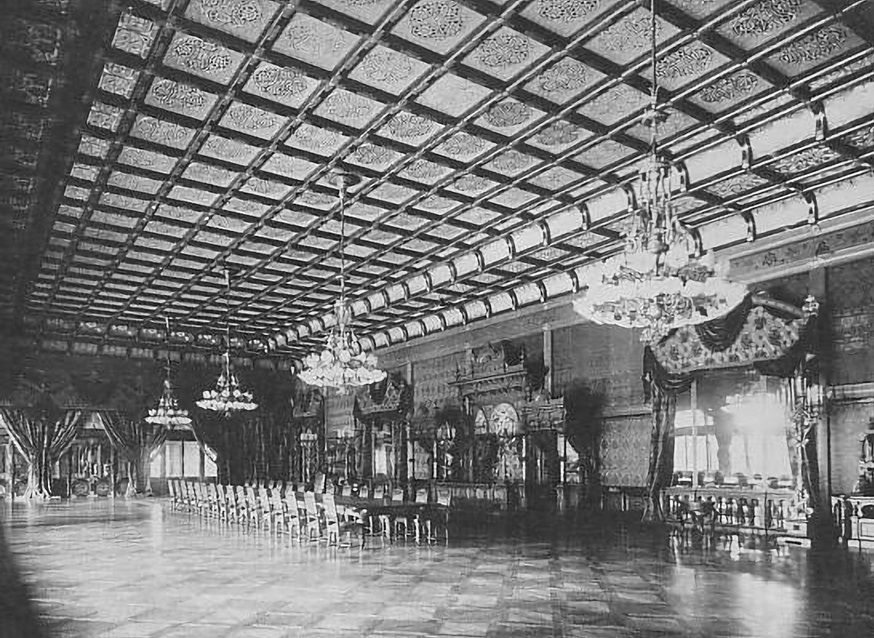
Hōmei-Den
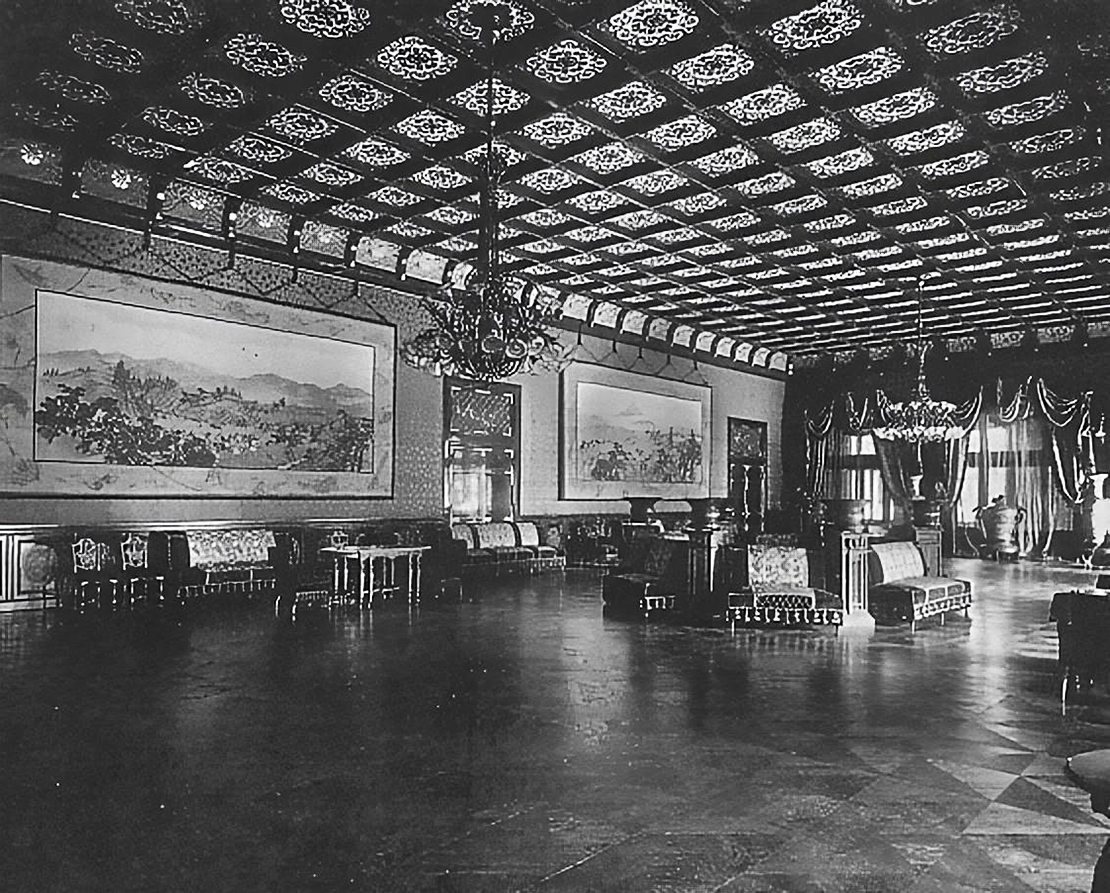
Nishidamari-no-Ma
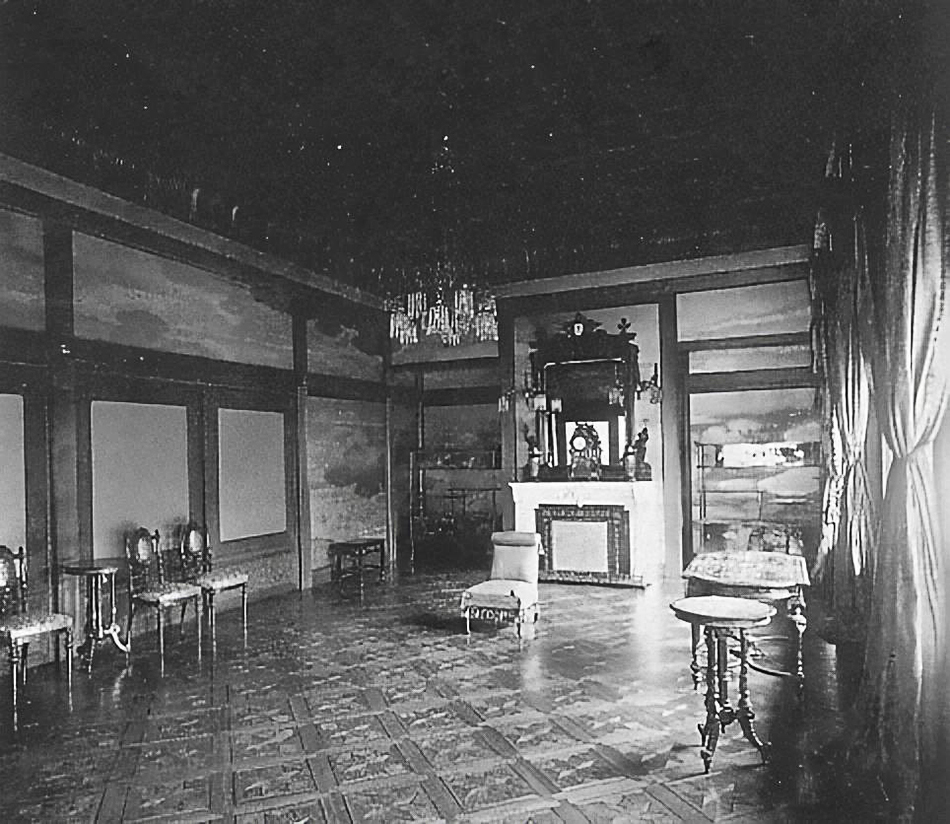
Kiri-no-Ma
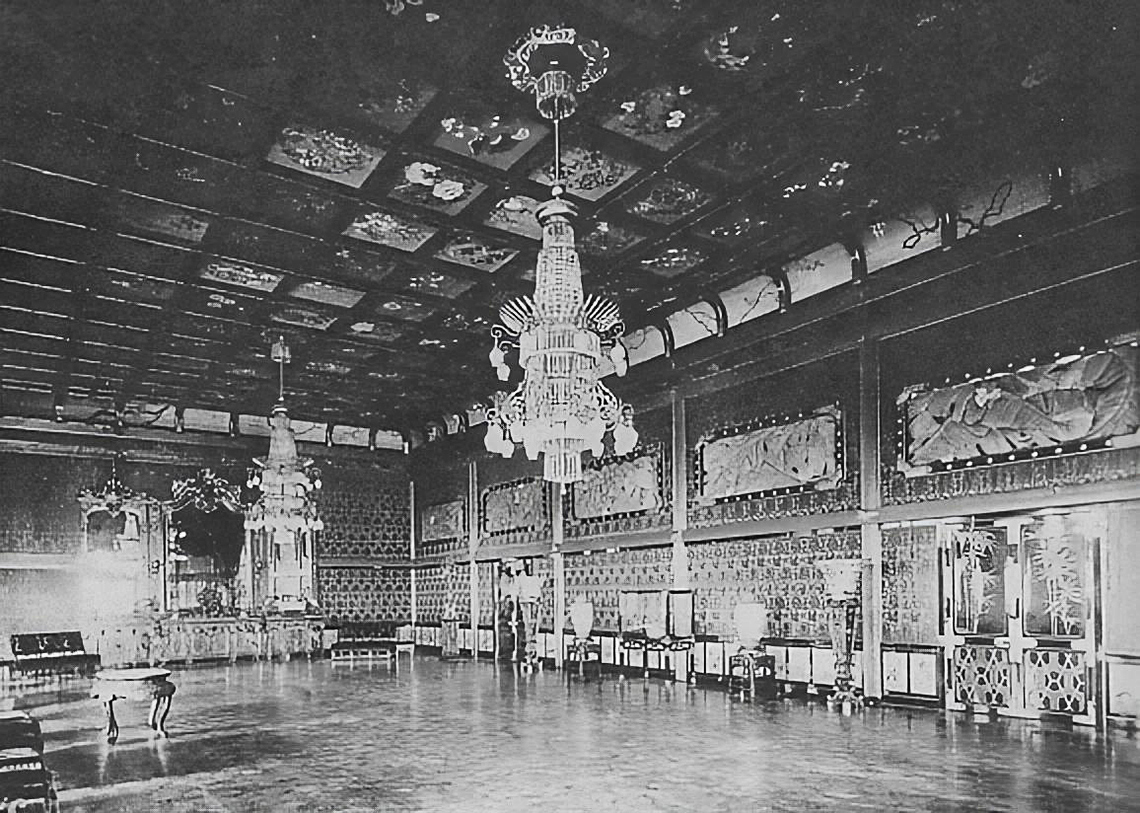
Chigusa-no-Ma

### Palacio actual
El recinto en la actualidad ocupa el mismo espacio que el anterior Castillo Edo. El palacio moderno Kyūden (宮殿) diseñado para una variedad de funciones de la corte y recepciones está localizado en la sección del antiguo Nishinomaru. En una escala más modesta están las actuales residencias del Emperador y Emperatriz en los jardines Fukiage. Diseñados por el arquitecto japonés Shōzō Uchii y que llevan en uso desde el 8 de diciembre de 1993.
La mayoría de los aposentos del palacio no son visitables por el público, salvo por visitas guiadas organizadas de martes a sábados. Los jardines del ala este y la Agencia de la Casa Imperial que normalmente pueden ser visitadas por los turistas. El interior del palacio se abre al público durante solamente dos días cada año, el día del cumpleaños del Emperador y el día de año nuevo (2 de enero).
Todos los años el 1 de enero el palacio acoge una convención de poesía llamada Utakai Hajime. El emperador y emperatriz acuden a presidir la convención.  
Las antiguas áreas de Honmaru, Ninomaru y Sannomaru ahora componen los jardines orientales, un área accesible al público y en la cual se encuentran las sedes de varias instituciones administrativas junto con otros edificios de carácter público.

## División

### Kyūden

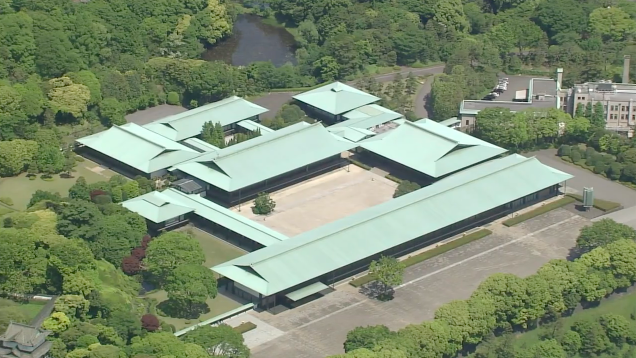
Imagen aérea del Kyūden.

El Palacio Imperial (宮殿 Kyūden) y la sede de la Agencia de la Casa Imperial están situados en la antigua ciudadela oeste (Nishinomaru) del Castillo Edo.
El complejo está dividido en seis alas:
- salón de funciones del estado Seiden
- Sala de Recepciones de Chōwaden
- Rensui
- Chigusa Chidori
- Oficina de trabajo del Emperador

El palacio está decorado con obras de famosos artistas Nihonga tal como Maeda Seison.

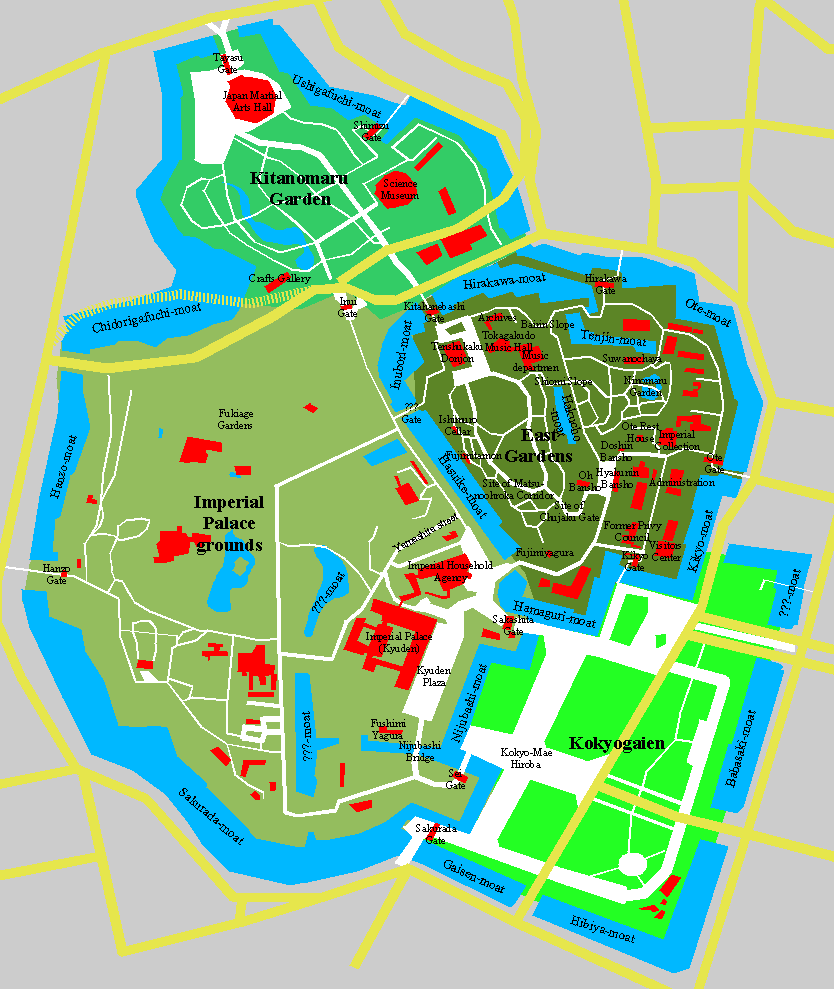
Mapa del Palacio Imperial y de los jardines que lo rodean.

El Kyūden se usa para recibir a invitados de estado o para diferentes ceremonias como las celebradas en la sala del trono, que se encuentra también en este complejo (Matsu-no-Ma), donde el emperador concede las audiencias con el primer ministro, otorga el puesto a los ministros del estado y apunta al Jefe de justicia.

### Jardín Fukiage
El jardín Fukiage lleva con el mismo nombre desde el periodo Edo y se usa como los aposentos de la familia imperial.
El palacio Fukiage Ōmiya (吹上大宮御所 Fukiage Ōmiya-gosho) en la sección norte es la residencia del emperador desde la era Showa.
El recinto del palacio incluye los Santuarios de los Tres Palacios (宮中三殿 Kyūchū-sanden). Parte de los Tesoros Imperiales de Japón se conservan en estos santuarios.
El Kōkyo se encuentra próximo a la Estación de Tokio.

## Palacios Imperiales históricos
- Palacio Heijo en Nara, el Palacio Imperial durante el Período Nara (710-784)
- Kyōto Gosho - Palacio Imperial en Kioto, residencia del Emperador hasta su traslado definitivo a Tokio en 1868.

## Galería de imágenes

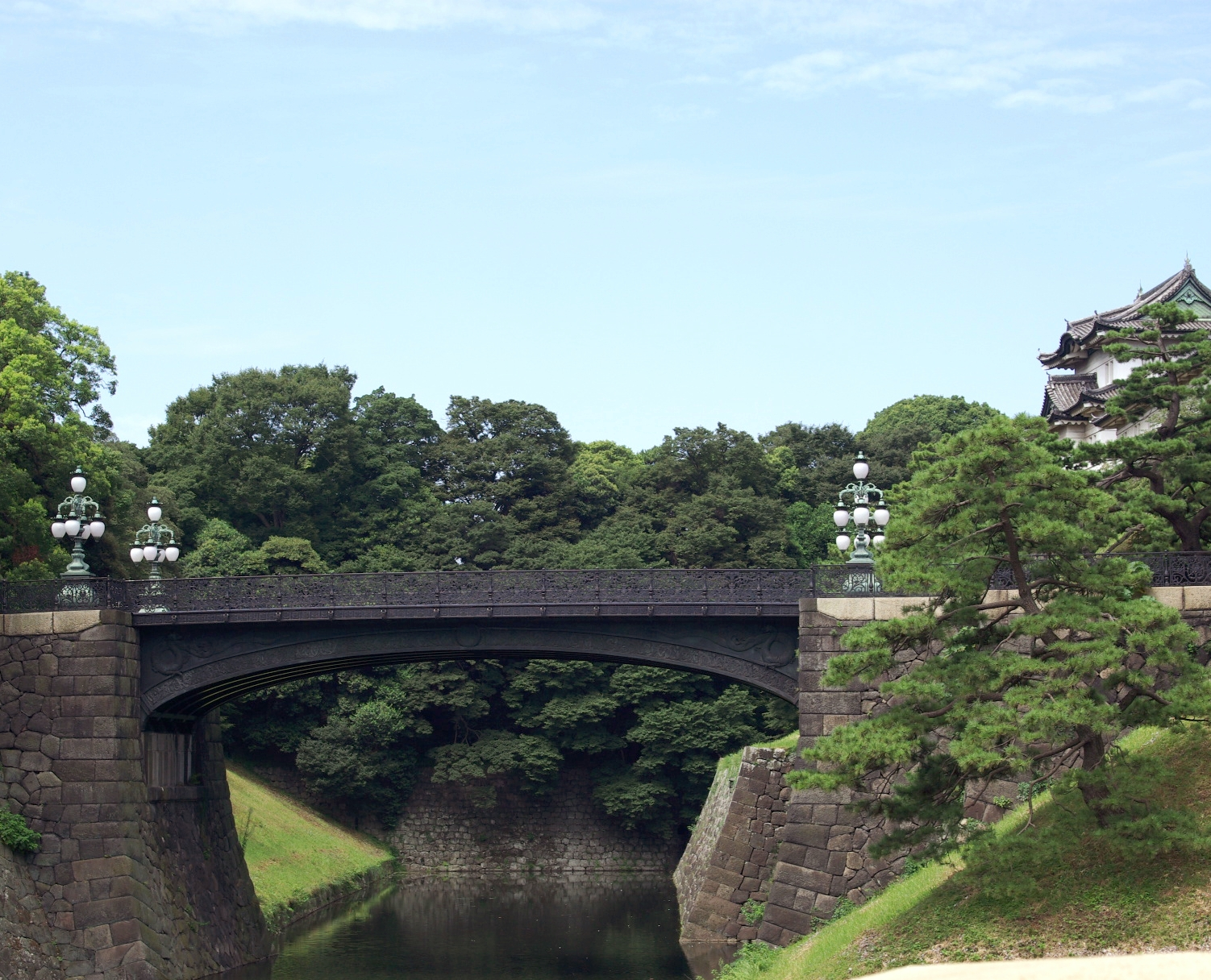
El puente Nijubashi del Palacio Imperial.
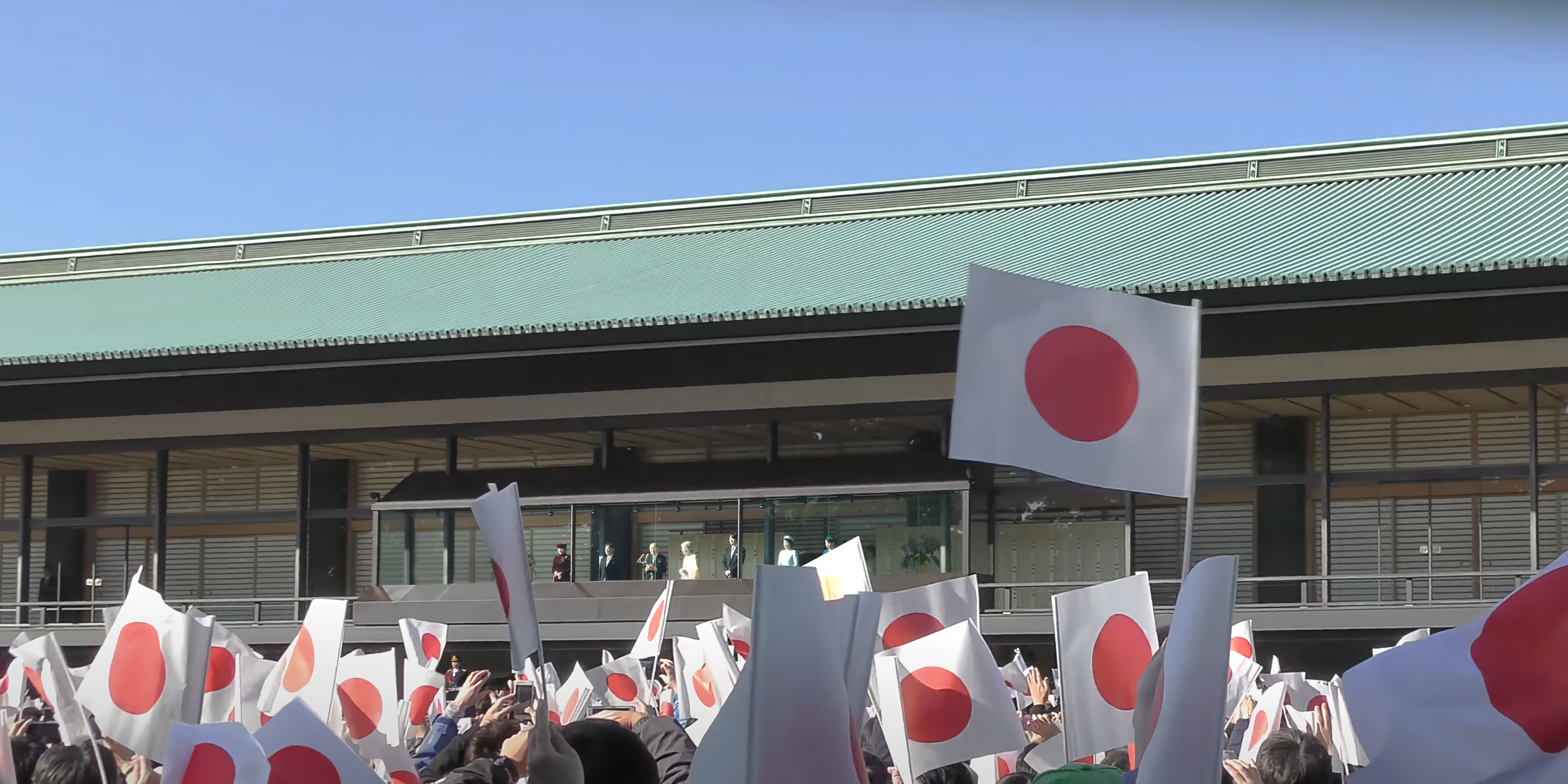
Emperador Akihito se prepara para saludar a la población que agita sus banderas en el Palacio Imperial, el día de su cumpleaños. Foto tomada el 23 de diciembre de 2017.
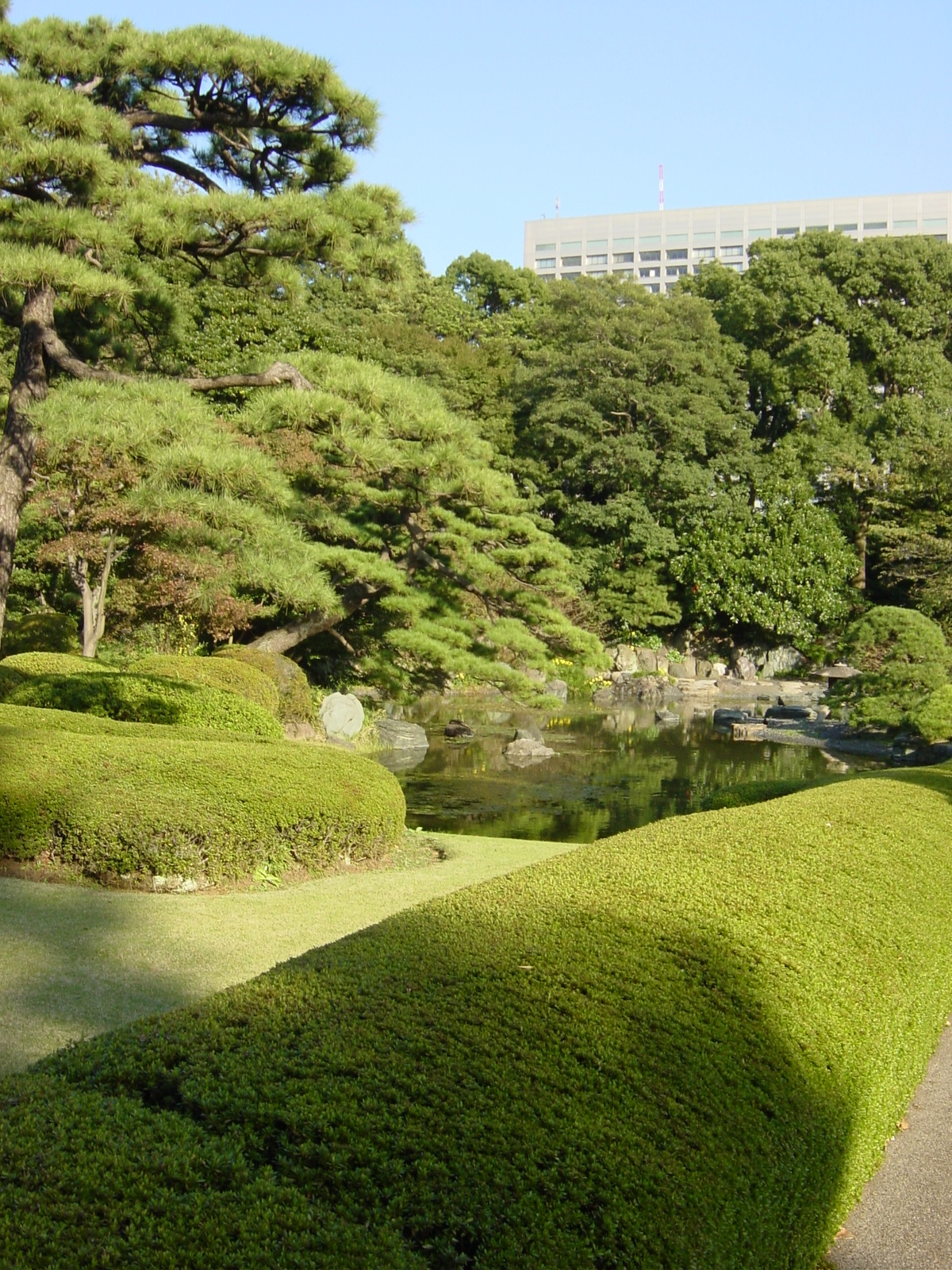
Jardín del Palacio Imperial.
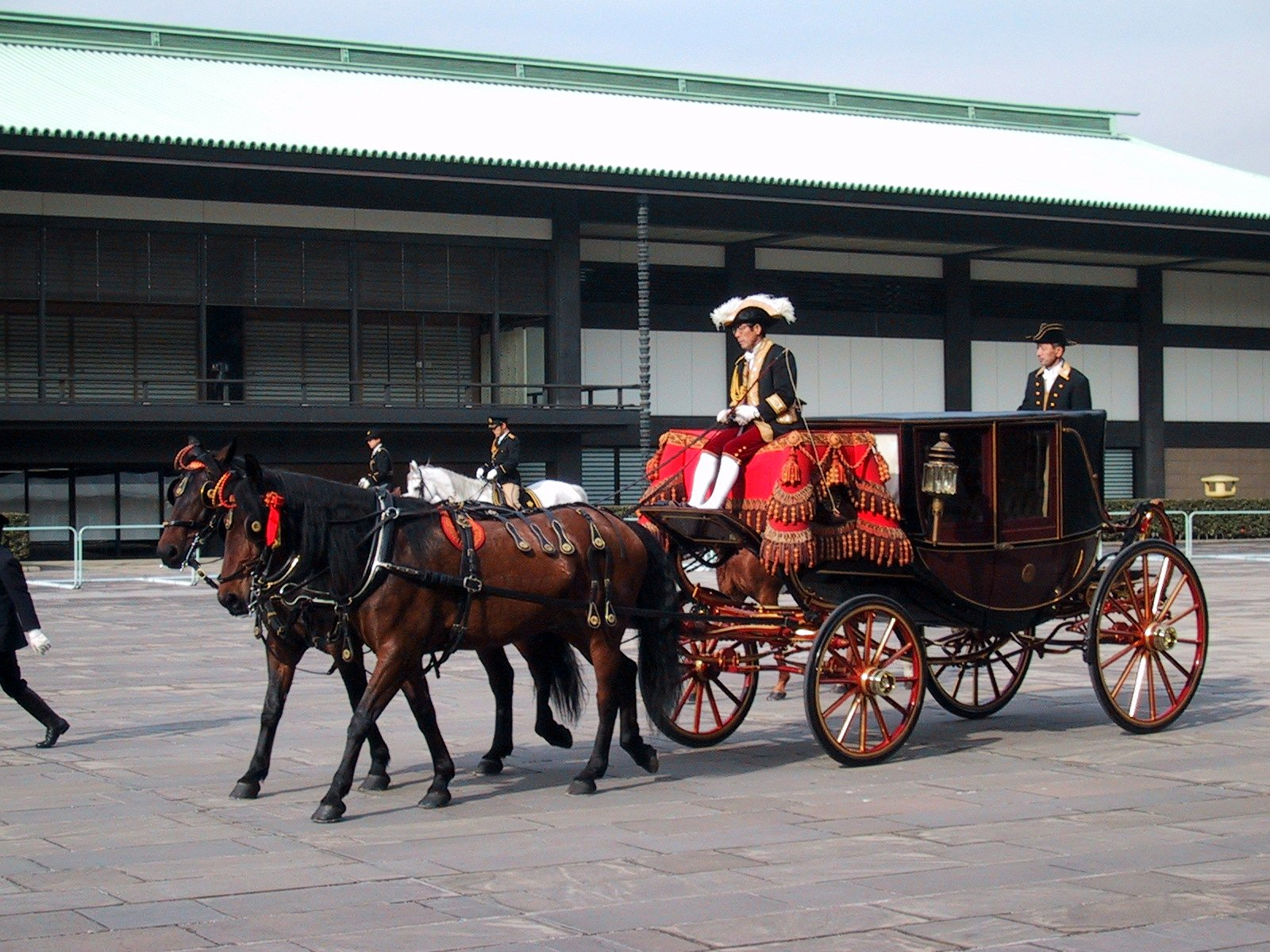
Es privilegio de cada nuevo embajador que llega al palacio para entregar su acreditación, el que lo recojan en la Estación de Tokio, ya sea en una limusina o en el carruaje. Aunque el carro no es tan cómodo como la limusina moderna, la mayoría elige el carruaje.
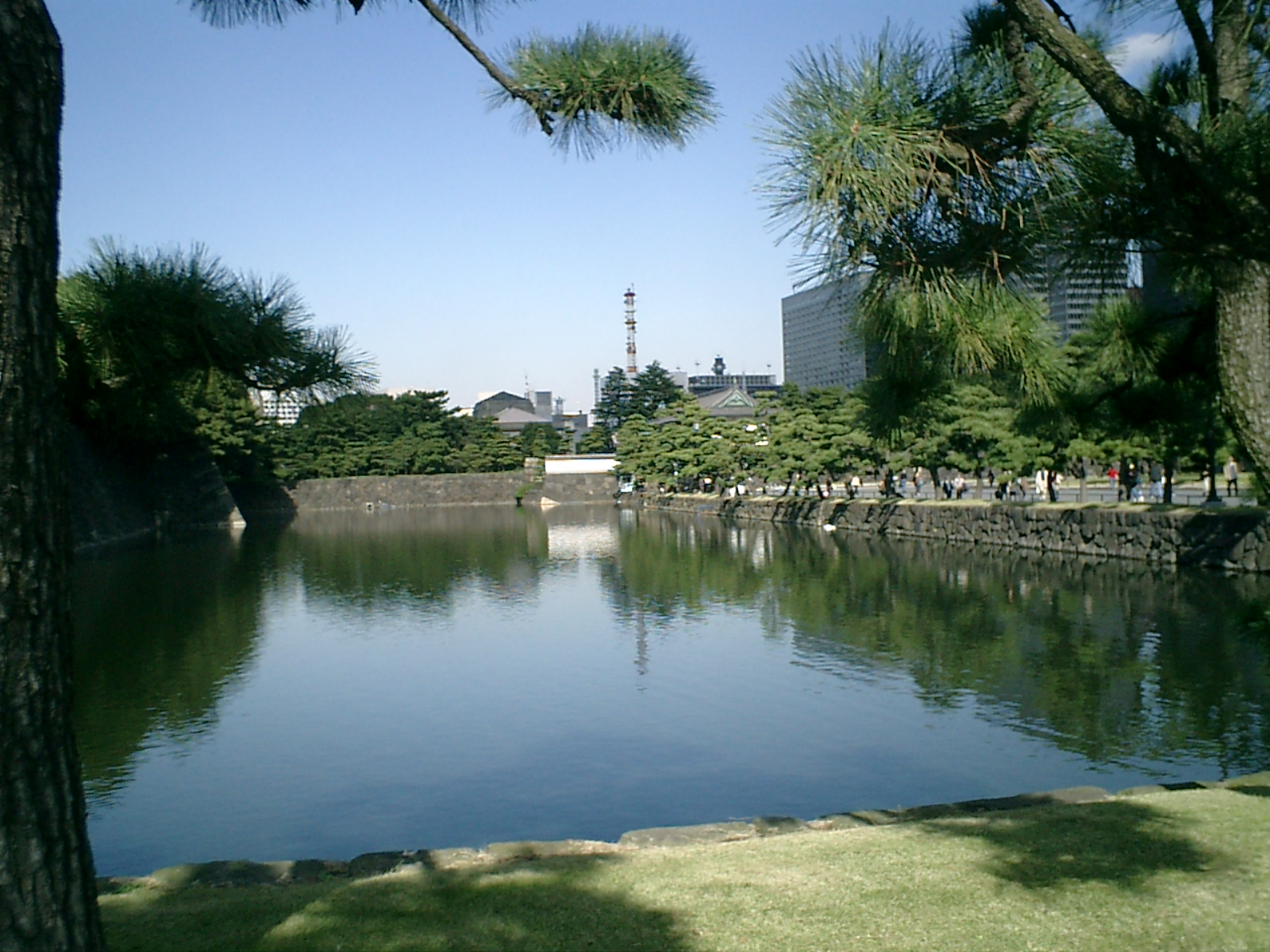
Foso frente al palacio.
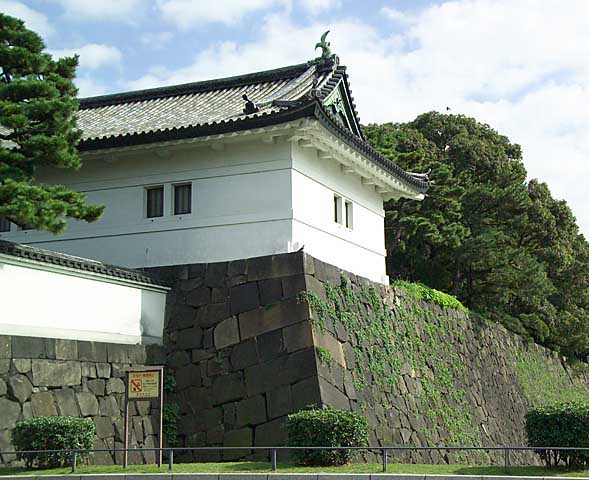
Muralla defensiva y edificios alrededor de Kōkyo.
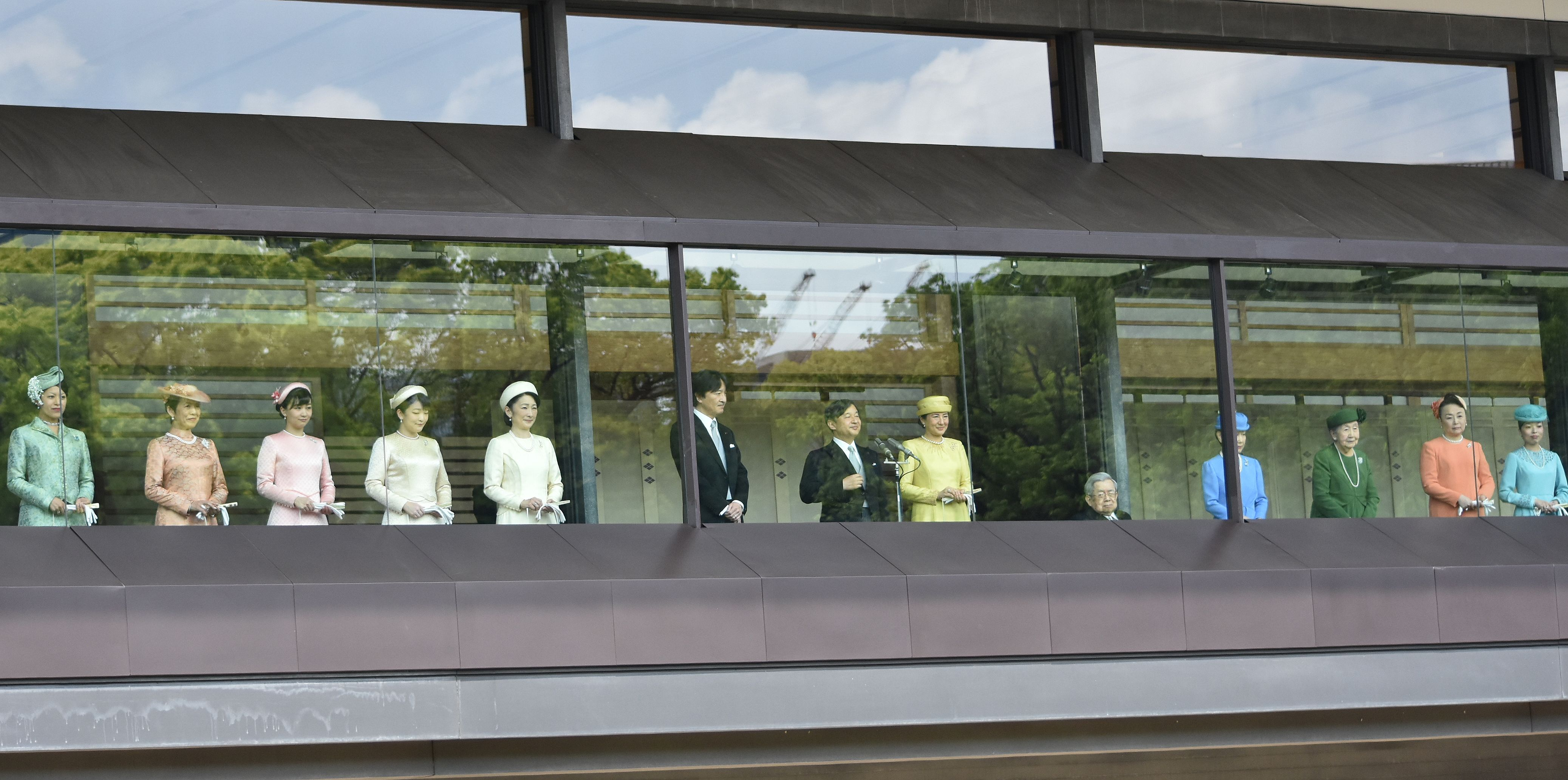
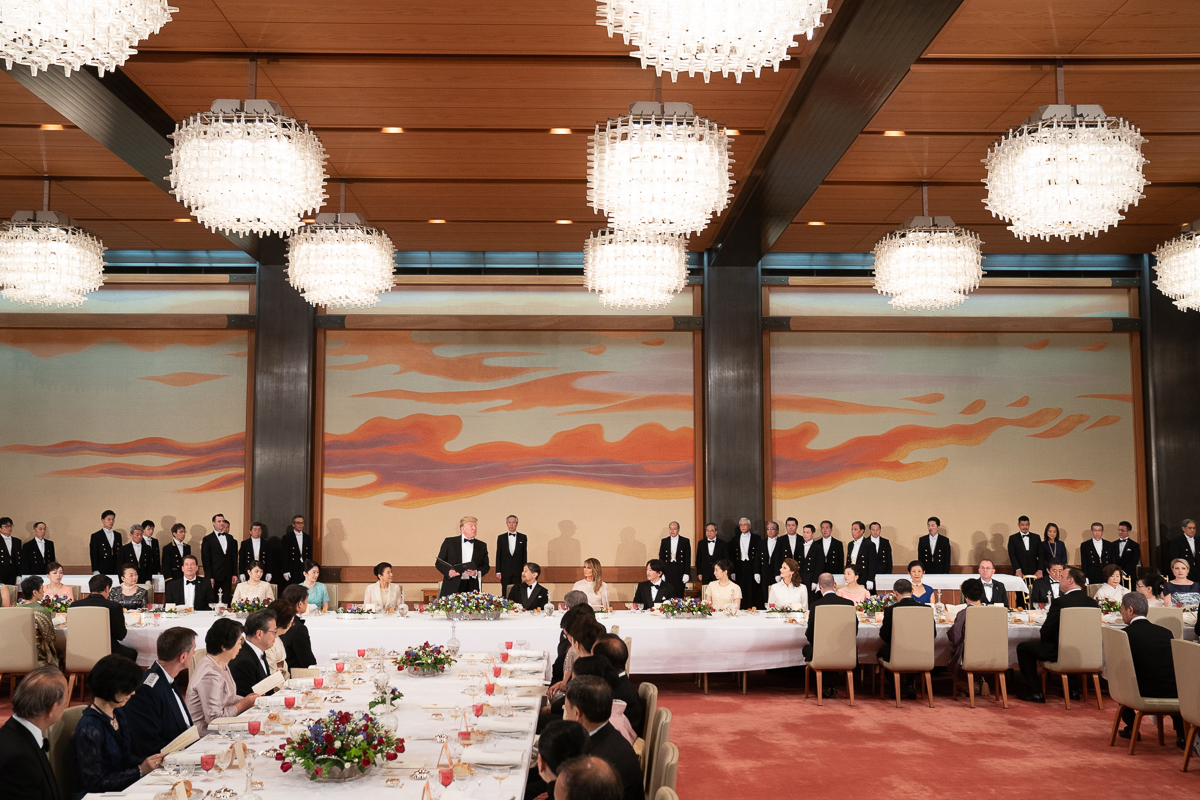
Cena de Kōkyo